# ファブリス・サントロ
ファブリス・ベテア・サントロ（Fabrice Vetea Santoro、1972年12月9日 - ）は、フランスの元男子プロテニス選手。タヒチ島生まれ。身長177cm、体重74kg、右利き。
フォアハンド・ストローク、バックハンド・ストローク・ボレーすべて両手打ちは男子プロとしてはかなり珍しい。
強打を武器とせず、トリッキーな配球で相手を翻弄するプレイスタイルから「フレンチマジシャン (フランスの魔術師)」の異名を持つ。
自己最高ランキングはシングルス17位、ダブルス6位。これまでにATPツアーでシングルス6勝、ダブルス24勝を挙げる。ダブルスでは全豪オープンで2回、マスターズで3回の優勝経験がある。また、ロジャー・フェデラーに破られるまで、グランドスラムシングルス本戦出場70回の史上最多出場記録を持っている。

## 来歴
1989年にプロ入り。1991年に初めて男子テニス国別対抗戦デビスカップフランス代表選手に起用され、ワールドグループ準決勝のユーゴスラビア戦でシングルス2試合に勝利を収めた。この年は地元の全仏オープンでも活躍し、ミヒャエル・シュティヒとの4回戦まで進出する。1992年バルセロナ五輪で、サントロは男子シングルス3回戦でボリス・ベッカーを破り、準々決勝で同年のウィンブルドン選手権準優勝者ゴラン・イワニセビッチに7-6, 7-6, 4-6, 4-6, 6-8の逆転で敗れた。しかし、その後に長期間の低迷期が訪れ、1993年全仏オープン1回戦では日本の松岡修造に敗れたこともある。1997年10月、サントロは24歳にしてリヨン・グランプリ決勝でトミー・ハースを破り、ようやくATPツアーのシングルス初優勝を果たした。それ以来、サントロはシングルスで通算4勝を挙げている。1998年はダブルスで好成績を挙げ、年間4勝を記録した。
2002年全豪オープン男子ダブルスで、サントロは8歳年下の同国のミカエル・ロドラとペアを組み、初めて4大大会決勝に進出した。決勝ではダニエル・ネスター/マーク・ノールズ組に6-7, 3-6で敗れたが、これをきっかけにサントロはロドラとペアを組むことが多くなり、全豪オープンでは2004年まで3年連続で決勝に進出した。2003年全豪オープン男子ダブルス決勝で、サントロ/ロドラ組は前年と同じネスター/ノールズ組を6-4, 3-6, 6-3で破り、4大大会ダブルス初優勝を飾る。2004年はブライアン兄弟を7-6, 6-3で破り、連覇を達成した。また、同年の全仏オープンでも決勝に進出したが、オリビエ・ロクス/グザビエ・マリス組に5-7, 5-7で敗れ、地元での優勝を逃した。翌2005年全仏オープン混合ダブルスではダニエラ・ハンチュコバとペアを組み、決勝でリーンダー・パエス/マルチナ・ナブラチロワ組を3-6, 6-3, 6-2で破り、4大大会混合ダブルスで初優勝を飾った。
サントロはオリンピックのフランス代表選手としても、1992年バルセロナ五輪、2000年シドニー五輪と2004年アテネ五輪の3大会において、出場経験がある。シドニー五輪では、男子シングルス1回戦で全米オープン優勝者のマラト・サフィンを破ったが、3回戦で敗退する。アテネ五輪ではシングルスと男子ダブルスの両部門に出場し、シングルスでは2回戦でスペインのトミー・ロブレドに敗れ、ロドラと組んだダブルスでは準々決勝でクロアチアのマリオ・アンチッチ/イワン・リュビチッチ組に6-4, 3-6, 7-9の激戦で敗れた。
2004年全仏オープン男子シングルス1回戦で、ファブリス・サントロは同じフランスのアルノー・クレマンと当時のテニス史上最長試合を戦った。この試合は2日がかりの「6時間33分」を要し、サントロが6-4, 6-3, 6-7, 3-6, 16-14のスコアでクレマンを破って初戦を突破した (この記録は2010年ウィンブルドン選手権男子シングルス1回戦でジョン・イスナーとニコラ・マユによって大幅に更新された)。この後サントロは3回戦まで勝ち進んでいる。2006年全豪オープンで、サントロは33歳にして初めて4大大会男子シングルスで自己最高の準々決勝に進出したが、ダビド・ナルバンディアンに5-7, 0-6, 0-6で完敗した。
2010年全豪オープン男子シングルス1回戦でマリン・チリッチに敗れた試合を最後に現役を引退した。
2014年12月に開催されたインターナショナルプレミアテニスリーグではインディアン・エーシーズのコーチ(レジェンドシングルス兼任)に就任。チームの優勝に貢献した。2015年も引き続き同チームに所属。

## ATPツアー決勝進出結果

### シングルス: 12回 (6勝6敗)
| 大会グレード                                  |
| グランドスラム (0-0)                          |
| テニス・マスターズ・カップ (0-0)              |
| ATPマスターズシリーズ (0-0)                   |
| ATPインターナショナルシリーズ・ゴールド (1-0) |
| ATPインターナショナルシリーズ (5–6)           |

| サーフェス別タイトル |
| ハード (3–4)         |
| クレー (0-1)         |
| 芝 (2-1)             |
| カーペット (1-0)     |

| 結果   | No. | 決勝日         | 大会           | サーフェス        | 対戦相手                   | スコア                  |
| ------ | --- | -------------- | -------------- | ----------------- | -------------------------- | ----------------------- |
| 準優勝 | 1.  | 1990年10月8日  | トゥールーズ   | ハード (室内)     | ヨナス・スベンソン         | 6–7(5–7), 2–6           |
| 準優勝 | 2.  | 1993年2月8日   | ドバイ         | ハード            | カレル・ノバチェク         | 4–6, 5–7                |
| 準優勝 | 3.  | 1994年8月7日   | キッツビュール | クレー            | ゴラン・イワニセビッチ     | 2–6, 6–4, 6–4, 3–6, 2–6 |
| 優勝   | 1.  | 1997年10月13日 | リヨン         | カーペット (室内) | トミー・ハース             | 6–4, 6–4                |
| 準優勝 | 4.  | 1998年1月12日  | ドーハ         | ハード            | ペトル・コルダ             | 0–6, 3–6                |
| 優勝   | 2.  | 1999年2月1日   | マルセイユ     | ハード (室内)     | アルノー・クレマン         | 6–3, 4–6, 6–4           |
| 準優勝 | 5.  | 1999年3月7日   | コペンハーゲン | ハード (室内)     | マグヌス・グスタフソン     | 4–6, 1–6                |
| 優勝   | 3.  | 2000年1月10日  | ドーハ         | ハード            | ライナー・シュットラー     | 3–6, 7–5, 3–0, 途中棄権 |
| 準優勝 | 6.  | 2001年6月17日  | ハレ           | 芝                | トーマス・ヨハンソン       | 3–6, 7–6(7–5), 2–6      |
| 優勝   | 4.  | 2002年2月25日  | ドバイ         | ハード            | ユーネス・エル・アイナウイ | 6–4, 3–6, 6–3           |
| 優勝   | 5.  | 2007年7月9日   | ニューポート   | 芝                | ニコラ・マユ               | 6–4, 6–4                |
| 優勝   | 6.  | 2008年7月13日  | ニューポート   | 芝                | プラカシュ・アムリトラジ   | 6–3, 7–5                |

### ダブルス: 42回 (24勝18敗)
| 結果   | No. | 決勝日         | 大会               | サーフェス        | パートナー               | 対戦相手                                            | スコア                            |
| ------ | --- | -------------- | ------------------ | ----------------- | ------------------------ | --------------------------------------------------- | --------------------------------- |
| 優勝   | 1.  | 1995年9月25日  | パレルモ           | クレー            | アレックス・コレチャ     | ヘンドリク・ヤン・ダーヴィッツ ピート・ノーバル     | 6–7, 6–4, 6–3                     |
| 準優勝 | 1.  | 1997年2月10日  | マルセイユ         | ハード (室内)     | オリビエ・ドレートル     | トーマス・エンクビスト マグヌス・ラーション         | 3–6, 4–6                          |
| 準優勝 | 2.  | 1997年10月13日 | リヨン             | カーペット (室内) | オリビエ・ドレートル     | エリス・フェレイラ パトリック・ガルブレイス         | 6–3, 2–6, 4–6                     |
| 準優勝 | 3.  | 1997年11月3日  | モスクワ           | カーペット (室内) | デビッド・アダムズ       | マルティン・ダム シリル・スーク                     | 4–6, 3–6                          |
| 準優勝 | 4.  | 1998年1月12日  | ドーハ             | ハード            | オリビエ・ドレートル     | マヘシュ・ブパシ リーンダー・パエス                 | 4–6, 6–3, 4–6                     |
| 優勝   | 2.  | 1998年7月20日  | シュトゥットガルト | クレー            | オリビエ・ドレートル     | ジョシュア・イーグル ジム・グラブ                   | 6–1, 3–6, 6–3                     |
| 準優勝 | 5.  | 1998年8月10日  | シンシナティ       | ハード            | オリビエ・ドレートル     | マーク・ノールズ ダニエル・ネスター                 | 1–6, 1–2 途中棄権                 |
| 優勝   | 3.  | 1998年9月28日  | トゥールーズ       | ハード (室内)     | オリビエ・ドレートル     | ポール・ハーフース ヤン・シーメリンク               | 6–2, 6–4                          |
| 優勝   | 4.  | 1998年10月5日  | バーゼル           | ハード (室内)     | オリビエ・ドレートル     | ピート・ノーバル ケビン・ウリエット                 | 6–3, 7–6                          |
| 優勝   | 5.  | 1998年10月19日 | リヨン             | カーペット (室内) | オリビエ・ドレートル     | トマス・カルボネル フランシスコ・ロイグ             | 6–2, 6–2                          |
| 優勝   | 6.  | 1999年8月23日  | ロングアイランド   | ハード            | オリビエ・ドレートル     | ジャン＝マイケル・ギャンビル スコット・ハンフリーズ | 7–5, 6–4                          |
| 優勝   | 7.  | 2000年10月16日 | トゥールーズ       | ハード (室内)     | ジュリアン・ブテー       | ドナルド・ジョンソン ピート・ノーバル               | 7–6(10–8), 4–6, 7–6(7–5)          |
| 優勝   | 8.  | 2001年2月12日  | マルセイユ         | ハード (室内)     | ジュリアン・ブテー       | マイケル・ヒル ジェフ・タランゴ                     | 7–6(9–7), 7–5                     |
| 準優勝 | 6.  | 2002年1月27日  | 全豪オープン       | ハード            | ミカエル・ロドラ         | マーク・ノールズ ダニエル・ネスター                 | 6–7(4–7), 3–6                     |
| 優勝   | 9.  | 2002年10月28日 | パリ               | カーペット (室内) | ニコラ・エスクード       | グスタボ・クエルテン セドリック・ピオリーン         | 6–3, 7–6(8–6)                     |
| 優勝   | 10. | 2003年1月26日  | 全豪オープン       | ハード            | ミカエル・ロドラ         | マーク・ノールズ ダニエル・ネスター                 | 6–4, 3–6, 6–3                     |
| 優勝   | 11. | 2003年2月10日  | マルセイユ         | ハード (室内)     | セバスチャン・グロジャン | トマーシュ・ツィブレツ パベル・ビズネル             | 6–1, 6–4                          |
| 準優勝 | 7.  | 2003年4月14日  | モンテカルロ       | クレー            | ミカエル・ロドラ         | マヘシュ・ブパシ マックス・ミルヌイ                 | 4–6, 6–3, 6–7(6–8)                |
| 準優勝 | 8.  | 2003年5月5日   | ローマ             | クレー            | ミカエル・ロドラ         | ウェイン・アーサーズ ポール・ハンリー               | 1–6, 3–6                          |
| 準優勝 | 9.  | 2003年9月29日  | メス               | ハード (室内)     | ミカエル・ロドラ         | ジュリアン・ベネトー ニコラ・マユ                   | 6–7(2–7), 3–6                     |
| 準優勝 | 10. | 2003年10月27日 | パリ               | カーペット (室内) | ミカエル・ロドラ         | ウェイン・アーサーズ ポール・ハンリー               | 3–6, 6–1, 3–6                     |
| 準優勝 | 11. | 2003年11月8日  | ヒューストン       | ハード            | ミカエル・ロドラ         | ボブ・ブライアン マイク・ブライアン                 | 7–6(8–6), 3–6, 6–3, 6–7(3–7), 4–6 |
| 優勝   | 12. | 2004年1月12日  | オークランド       | ハード            | マヘシュ・ブパシ         | イジー・ノバク ラデク・ステパネク                   | 4–6, 7–5, 6–3                     |
| 優勝   | 13. | 2004年2月1日   | 全豪オープン       | ハード            | ミカエル・ロドラ         | ボブ・ブライアン マイク・ブライアン                 | 7–6(7–4), 6–3                     |
| 優勝   | 14. | 2004年3月1日   | ドバイ             | ハード            | マヘシュ・ブパシ         | ヨナス・ビョルクマン リーンダー・パエス             | 6–2, 4–6, 6–4                     |
| 準優勝 | 12. | 2004年6月6日   | 全仏オープン       | クレー            | ミカエル・ロドラ         | グザビエ・マリス オリビエ・ロクス                   | 5–7, 5–7                          |
| 準優勝 | 13. | 2005年2月21日  | ドバイ             | ハード            | ヨナス・ビョルクマン     | マルティン・ダム ラデク・ステパネク                 | 2–6, 4–6                          |
| 優勝   | 15. | 2005年5月2日   | ローマ             | クレー            | ミカエル・ロドラ         | ボブ・ブライアン マイク・ブライアン                 | 6–4, 6–2                          |
| 準優勝 | 14. | 2005年5月9日   | ハンブルク         | クレー            | ミカエル・ロドラ         | ヨナス・ビョルクマン マックス・ミルヌイ             | 6–4, 6–7(2–7), 6–7(3–7)           |
| 優勝   | 16. | 2005年10月3日  | メス               | ハード (室内)     | ミカエル・ロドラ         | ホセ・アカスソ セバスティアン・プリエト             | 5–2, 3–5, 5–4                     |
| 優勝   | 17. | 2005年10月24日 | リヨン             | カーペット (室内) | ミカエル・ロドラ         | ジェフ・クッツェー ロヒール・ワッセン               | 6–3, 6–1                          |
| 優勝   | 18. | 2005年11月13日 | 上海               | カーペット (室内) | ミカエル・ロドラ         | リーンダー・パエス ネナド・ジモニッチ               | 6–7(6–8), 6–3, 7–6(7–4)           |
| 優勝   | 19. | 2006年1月9日   | シドニー           | ハード            | ネナド・ジモニッチ       | フランティセク・チェルマク レオシュ・フリードル     | 6–1, 6–4                          |
| 準優勝 | 15. | 2006年4月17日  | モンテカルロ       | クレー            | ネナド・ジモニッチ       | ヨナス・ビョルクマン マックス・ミルヌイ             | 2–6, 6–7(2–7)                     |
| 優勝   | 20. | 2006年6月18日  | ハレ               | 芝                | ネナド・ジモニッチ       | ミヒャエル・コールマン ライナー・シュットラー       | 6–0, 6–4                          |
| 準優勝 | 16. | 2006年7月8日   | ウィンブルドン     | 芝                | ネナド・ジモニッチ       | ボブ・ブライアン マイク・ブライアン                 | 3–6, 6–4, 4–6, 2–6                |
| 優勝   | 21. | 2006年10月2日  | メス               | ハード (室内)     | リシャール・ガスケ       | ユリアン・ノール ユルゲン・メルツァー               | 3–6, 6–1, [11–9]                  |
| 優勝   | 22. | 2006年10月9日  | モスクワ           | カーペット (室内) | ネナド・ジモニッチ       | フランティセク・チェルマク ヤロスラフ・レビンスキー | 6–1, 7–5                          |
| 準優勝 | 17. | 2006年11月5日  | パリ               | カーペット (室内) | ネナド・ジモニッチ       | アルノー・クレマン ミカエル・ロドラ                 | 6–7(4–7), 2–6                     |
| 優勝   | 23. | 2007年2月26日  | ドバイ             | ハード            | ネナド・ジモニッチ       | マヘシュ・ブパシ ラデク・ステパネク                 | 7–5, 6–7(3–7), [10–7]             |
| 優勝   | 24. | 2007年5月7日   | ローマ             | クレー            | ネナド・ジモニッチ       | ボブ・ブライアン マイク・ブライアン                 | 6–4, 6–7(4–7), [10–7]             |
| 準優勝 | 18. | 2007年6月17日  | ハレ               | 芝                | ネナド・ジモニッチ       | シーモン・アスペリン ユリアン・ノール               | 4–6, 6–7(5–7)                     |

## 4大大会ダブルス優勝
- 全豪オープン 男子ダブルス：2勝（2003年・2004年） ［パートナー：ミカエル・ロドラ］
- 全仏オープン 混合ダブルス：1勝（2005年） ［パートナー：ダニエラ・ハンチュコバ］

## 4大大会シングルス成績
略語の説明
| W | F | SF | QF | #R | RR | Q# | LQ | A | Z# | PO | G | S | B | NMS | P | NH |

W=優勝, F=準優勝, SF=ベスト4, QF=ベスト8, #R=#回戦敗退, RR=ラウンドロビン敗退, Q#=予選#回戦敗退, LQ=予選敗退, A=大会不参加, Z#=デビスカップ/BJKカップ地域ゾーン, PO=デビスカップ/BJKカッププレーオフ, G=オリンピック金メダル, S=オリンピック銀メダル, B=オリンピック銅メダル, NMS=マスターズシリーズから降格, P=開催延期, NH=開催なし.
| 大会           | 1989 | 1990 | 1991 | 1992 | 1993 | 1994 | 1995 | 1996 | 1997 | 1998 | 1999 | 2000 | 2001 | 2002 | 2003 | 2004 | 2005 | 2006 | 2007 | 2008 | 2009 | 2010 | 通算成績 |
| -------------- | ---- | ---- | ---- | ---- | ---- | ---- | ---- | ---- | ---- | ---- | ---- | ---- | ---- | ---- | ---- | ---- | ---- | ---- | ---- | ---- | ---- | ---- | -------- |
| 全豪オープン   | A    | A    | 1R   | A    | 2R   | 3R   | 2R   | 1R   | A    | 3R   | 4R   | 1R   | 2R   | 1R   | 3R   | 2R   | 1R   | QF   | 3R   | 2R   | 3R   | 1R   | 22–18    |
| 全仏オープン   | 1R   | 2R   | 4R   | 1R   | 1R   | 3R   | 1R   | A    | 1R   | 3R   | 1R   | 2R   | 4R   | 2R   | 2R   | 3R   | 1R   | 1R   | 1R   | 2R   | 1R   | A    | 17–20    |
| ウィンブルドン | A    | 1R   | A    | A    | A    | A    | 1R   | A    | 1R   | A    | 2R   | 2R   | 3R   | 2R   | 2R   | 2R   | 2R   | 2R   | 2R   | 1R   | 2R   | A    | 11–14    |
| 全米オープン   | A    | 3R   | 1R   | 2R   | 1R   | A    | 1R   | A    | 1R   | 3R   | 3R   | 1R   | 2R   | 1R   | 2R   | 3R   | 2R   | 1R   | 2R   | 1R   | 1R   | A    | 13–18    |

## 4大大会ダブルス成績
| 大会           | 1988 | 1989 | 1990 | 1991 | 1992 | 1993 | 1994 | 1995 | 1996 | 1997 | 1998 | 1999 | 2000 | 2001 | 2002 | 2003 | 2004 | 2005 | 2006 | 2007 | 2008 | 2009 | SR     | Win-Loss |
| -------------- | ---- | ---- | ---- | ---- | ---- | ---- | ---- | ---- | ---- | ---- | ---- | ---- | ---- | ---- | ---- | ---- | ---- | ---- | ---- | ---- | ---- | ---- | ------ | -------- |
| 全豪オープン   | A    | A    | A    | A    | A    | A    | A    | A    | 2R   | A    | 3R   | 3R   | 1R   | 1R   | F    | W    | W    | QF   | 3R   | QF   | QF   | 1R   | 2 / 13 | 33–11    |
| 全仏オープン   | A    | A    | 1R   | 1R   | 1R   | 1R   | 1R   | 3R   | A    | 3R   | A    | 2R   | 3R   | 2R   | 2R   | 3R   | F    | 2R   | 1R   | SF   | 1R   | 1R   | 0 / 18 | 21–17    |
| ウィンブルドン | A    | A    | A    | A    | A    | A    | A    | A    | A    | 2R   | A    | SF   | 3R   | 2R   | 1R   | 3R   | A    | A    | F    | SF   | 1R   | 1R   | 0 / 10 | 19–10    |
| 全米オープン   | A    | A    | A    | A    | A    | A    | A    | A    | A    | 1R   | 1R   | 2R   | 2R   | 1R   | 2R   | SF   | 2R   | 1R   | QF   | 1R   | A    | 2R   | 0 / 12 | 12–11    |